# Сара Рељић
Сара Рељић (Котор, 5. март 1996) црногорска и српска је певачица. Истакла се учешћем у првој сезони певачког такмичења Пинкове звезде (2014—2015), а потом и у првој сезони ријалити-такмичења Задруга (2017—2018).

## Биографија
Сара Рељић рођена је 5. марта 1996. године у Котору, у Црној Гори. Тамо је провела детињство и завршила основну школу. Преселила се са мајком у Србију и уписала средњу музичку школу јер је желела да се бави музиком. Учествовала је у музичком такмичењу Пинкове звезде у сезони 2016/17, где је догурала до финала. Своју прву песму Чак и објавила је у септембру 2017, два дана пред улазак у ријалити Задруга. У Задрузи је после нешто више од десет месеци у финалу освојила шесто место. У овом ријалитију је остала позната њена веза са Војкетом Ђансом, са којим је касније снимила и дует. Након изласка из Задруге, у летњем периоду избацила је је сингл Ако, ако мораш да бираш. Сарађивала је са Војкетом Ђансом и у песми Девојка са истока, чију је мелодију и текст потписао Газда Паја. Он је потписао и Сарин наредни сингл Који ми је ђаво, објављен крајем октобра 2018. године. Има доста синглова на ромском језику.
У децембру 2021. представљала је Србију на такмичењу лепоте Miss Multiverse, на коме учествују вишеструко талентоване девојке из света културе, шоу-бизниса и спорта. Такмичење је те године одржано у Пунта Кани, граду у Доминиканској Републици, а Рељићева је у финалу заузела пето место.

## Дискографија

### Синглови
- Чак и (2017)
- Ако, ако мораш да бираш (2018)
- Девојка са истока (дует са Војкетом Ђансом) (2018)
- Који ми је ђаво (2018)
- Убијаш ме (2019)
- Парни чоколада (2019)
- Романи рат (2019)
- Дик дик (2019) дует са Џефом Хрустићем
- Лепа девојка (дует са Лачијем Чајоријем) (2020)
- Залет (2020)
- Тражи и даћу ти (2022)
- Магија (2022) дует са Џефом Хрустићем
- Пусти ме (2022)
- Водићемо ми љубав (2022)
- Мик мик обрада (2023)
- Чаје шукарије (2023)
- Кафано (2023)
- Како се живи не умирало се (2023)